# 위탁수하물

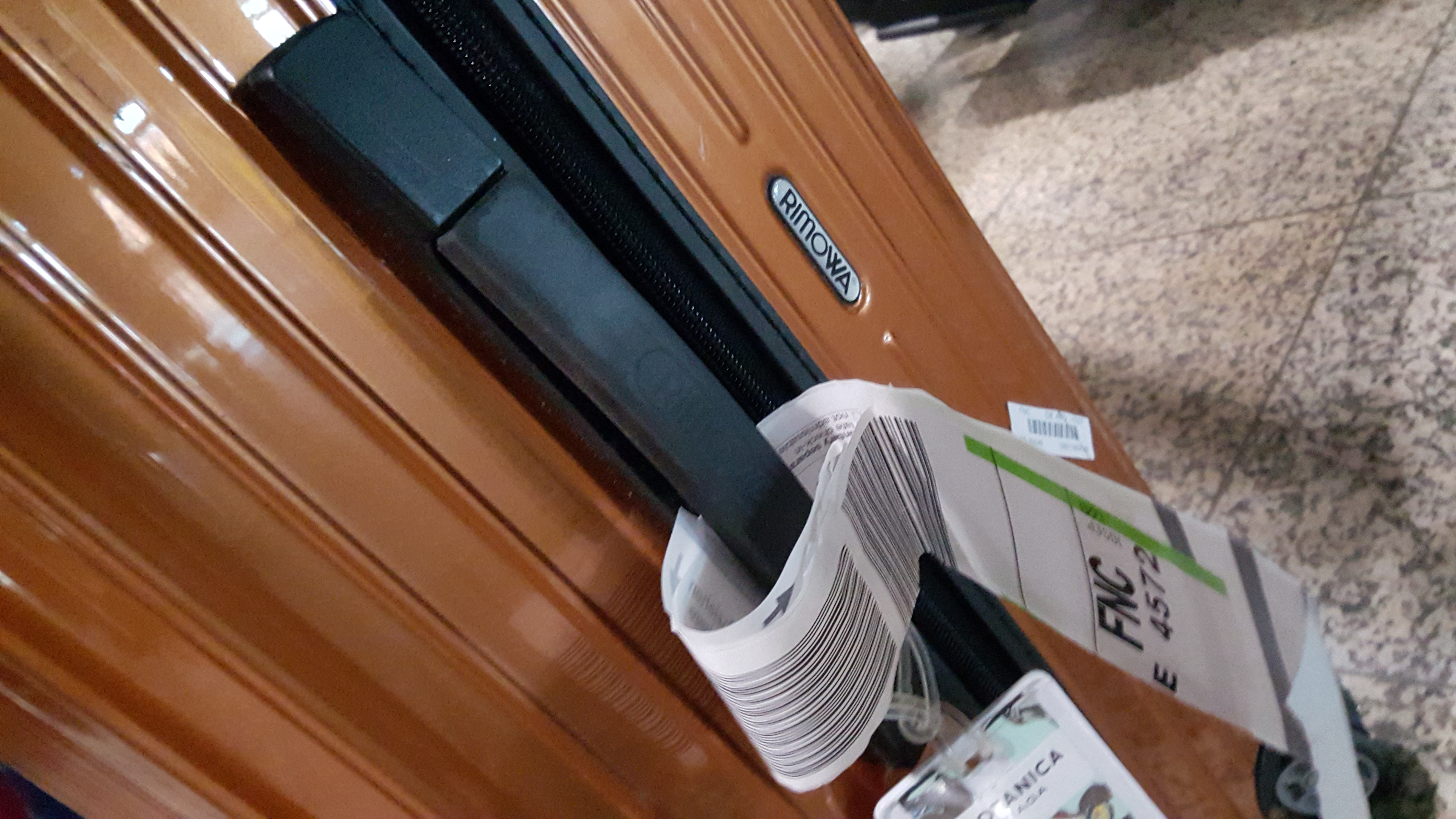
마데이라 공항에 도착한 위탁수하물로 표시된 수하물. 손잡이에 백 택이 부착되어 있다.

위탁수하물(委託手荷物)은 항공기의 화물칸에 실어 운송하거나, 버스나 여객 열차의 수하물칸에 보관하기 위해 항공사나 기차에 배달되는 수하물이다. 위탁 수하물은 휴대수하물과 달리 비행 중이나 탑승 중에 승객이 접근할 수 없다.
위탁수하물은 항공사나 철도회사에 따라 크기, 무게, 개수가 제한되며, 일반적으로 지불한 요금이나 티켓 등급에 따라 달라진다. 제한을 초과하는 수하물은 초과 수하물로 간주된다.